# Ignacio María González (Fußballspieler)
Ignacio María González Gatti (* 14. Mai 1982 in Montevideo, Uruguay), genannt Ignacio González oder Nacho González, ist ein uruguayischer Fußballspieler.
Der intelligente, technisch versierte und torgefährliche Spielmacher verfügt über eine starke Persönlichkeit und große Spielübersicht. Er ist ein sogenannter „beidfüßiger“ Spieler, der zudem über ein gutes Kopfballspiel verfügt.

## Karriere

### Verein
Mittelfeldspieler González’ Profikarriere begann 2002 bei Danubio FC, für den er in acht Jahren 45 Tore in 156 Spielen erzielte. Mit dem Klub aus seiner Geburtsstadt Montevideo konnte er in den Jahren 2004 und 2007 die uruguayische Meisterschaft gewinnen.
Anfang des Jahres 2008 wechselte er leihweise zum AS Monaco, wo er aber in fünf Spielen, davon drei Mal erst spät eingewechselt, keinen nachhaltigen Eindruck hinterlassen konnte. Zumindest konnte er in seinem ersten Spiel von Anfang an gegen Olympique Marseille den Treffer zum zwischenzeitlichen 1:1-Ausgleich markieren.
2008 wechselte er zum FC Valencia, wurde aber für die Saison 2008/09 zunächst an Newcastle United verliehen. Der Transfer des Spielers gilt als einer der Gründe, warum Kevin Keegan im September 2008 als Newcastle-Coach zurücktrat. Das Leihgeschäft geschah ohne Einwilligung von Keagan und auf ausdrücklichen Wunsch des Geschäftsführers Dennis Wise, der ihn zuvor nur auf YouTube-Videos gesehen hatte. Für Newcastle bestritt er lediglich zwei Ligaspiele am Anfang der Saison. Im weiteren Verlauf der Saison kam er aufgrund einer viermonatigen Verletzung und seinen Anpassungsschwierigkeiten nicht mehr zum Einsatz.
Zur Saison 2009/10 kehrte er zum FC Valencia zurück, für die er aber bis zum Jahr 2010 immer noch kein einziges Spiel bestritten hatte. González wurde daher in der zweiten Saisonhälfte an den griechischen Erstligisten PAE Levadiakos ausgeliehen und erhielt dort endlich wieder regelmäßig Spielpraxis.
Für die Saison 2010/11 war er an Erstligaaufsteiger UD Levante ausgeliehen. Im Juli 2011 wurde er von Standard Lüttich verpflichtet, wo er einen Vertrag für zwei Jahre unterschrieb. In den beiden folgenden Spielzeiten sind 31 Spiele und acht Tore für ihn verzeichnet.
Seine nächste Station war Hércules Alicante in Spanien. Für den Klub, dem er sich im Januar 2013 im Rahmen eines Leihgeschäftes anschloss, bestritt er mindestens 12 Spiele und erzielte ein Tor. Zur Spielzeit 2013/14 kehrte er nach Uruguay zurück und schloss sich Nacional Montevideo an. Dort bestritt er in der Saison 2013/14 19 Erstligapartien und schoss vier Tore. Zudem kam er dreimal (kein Tor) in der Copa Libertadores zum Einsatz. In der Spielzeit 2014/15 gewann er mit Nacional die Uruguayische Meisterschaft und wurde dabei neunmal (kein Tor) in der Primera División eingesetzt. Es folgten in der Saison 2015/16 21 absolvierte Erstligaspiele (fünf Tore), zwei Einsätze (kein Tor) in der Copa Sudamericana 2015 und drei absolvierte Begegnungen (kein Tor) der Copa Libertadores 2016. Ende Juli 2016 wechselte er zu den Montevideo Wanderers. Dort wurde er bislang (Stand: 18. August 2016) zweimal (kein Tor) in der Copa Sudamericana 2016 eingesetzt.

### Nationalmannschaft
Mit den Jugendmannschaften Uruguays konnte González wenige Erfolge aufweisen. Er verpasste mit der U-20-Auswahl die Qualifikation für die Junioren-Fußballweltmeisterschaft 2003 und auch mit der U-23-Auswahl konnte er sich nicht für die Olympischen Spiele 2004 qualifizieren.
Sein erstes Spiel für die uruguayische Nationalmannschaft absolvierte er unter Nationaltrainer Gustavo Ferrín am 1. März 2006 beim Freundschaftsspiel gegen England, wo er in der 88. Minute für Diego Pérez eingewechselt wurde.
2007 nahm er mit Uruguay an seinem ersten großen Turnier, der Copa América, teil. Nachdem er in zwei Gruppenspielen erst gegen Ende des Spiels eingewechselt wurde, kam er im Halbfinale gegen Brasilien beim Stand von 1:2 ab der zweiten Hälfte zum Einsatz. Uruguay gelang durch Sebastián Abreu noch der Ausgleich und rettete sich schließlich ins Elfmeterschießen. Beim Elfmeterschießen, das Uruguay mit 4:5 verlor, konnte González im Gegensatz zu seinen Teamkollegen Diego Forlán und Diego Lugano seinen Elfmeter verwandeln.
Am 20. August 2008 erzielte González sein erstes Länderspieltor beim Spiel gegen Japan.
Im Verlaufe der Qualifikation zur WM 2010 bestritt er fünf von 18 Spielen und fand später im uruguayischen Kader für die WM 2010 Berücksichtigung. Nachdem er im ersten Gruppenspiel gegen Frankreich noch in der Startelf stand, kam er in den folgenden Spielen nicht mehr zum Einsatz. Sein Team wurde Vierter des Turniers.
Sein 19. und bislang letzter Einsatz für die Celeste datiert auf den 11. August 2010.(Stand: 4. Juli 2013)

### Erfolge
- Uruguayische Meisterschaft: 2004, 2006/07, 2014/15
- Vierter Platz bei der WM: 2010 (1 Einsatz)
- Vierter Platz bei der Copa América 2007 (4 Einsätze)